# リリー・マーティン・スペンサー
リリー・マーティン・スペンサー（Lilly Martin Spencer、1822年11月26日 - 1902年5月22日）は、フランス人の両親を持ち、イギリスで生まれ、アメリカで活躍した女流画家。

## 概要
リリー・マーティン・スペンサーは、イングランド南西部、デヴォン州のエクセターで社会主義者シャルル・フーリエの熱心な信奉者で進歩的な思想を持つフランス人の父親のもとに生まれた。8歳になった1830年に、家族とアメリカ合衆国に移住し、ニューヨークに3年間暮らした後、オハイオ州のワシントン郡のマリエッタに移った。家族から教育を受け、地元の画家の指導を受けた。18歳になった1841年に地元の牧師館で開かれた展覧会に出展し、才能が認められ、後援者が現れ、美術を学ぶ資金を提供する申し出があったが、リリーは父親と、多くの美術家が活動していたシンシナティで活動する道を選んだ。シンシナティで、リリーは肖像画家のジョン・インスコ・ウィリアム（John Insco William:1813-1873）に師事したとされるが、ウィリアムからどれほどの訓練を受けたかは知られていない。1848年から1858年までの10年間ほど、有名で人気のある作品を制作した。
1844年に結婚したリリーは十四人の子供を産んだ。このため家計は苦しく、家計のため、一家はニューヨークに移住した。これが功を奏し、機会を得てリリーは画家として認められ、本格的な職業画家として働いた。仕立て屋をしていた夫は結婚後余り働こうとせず、現代で言うところの「主夫」として、家庭を支えた。

## 主な作品

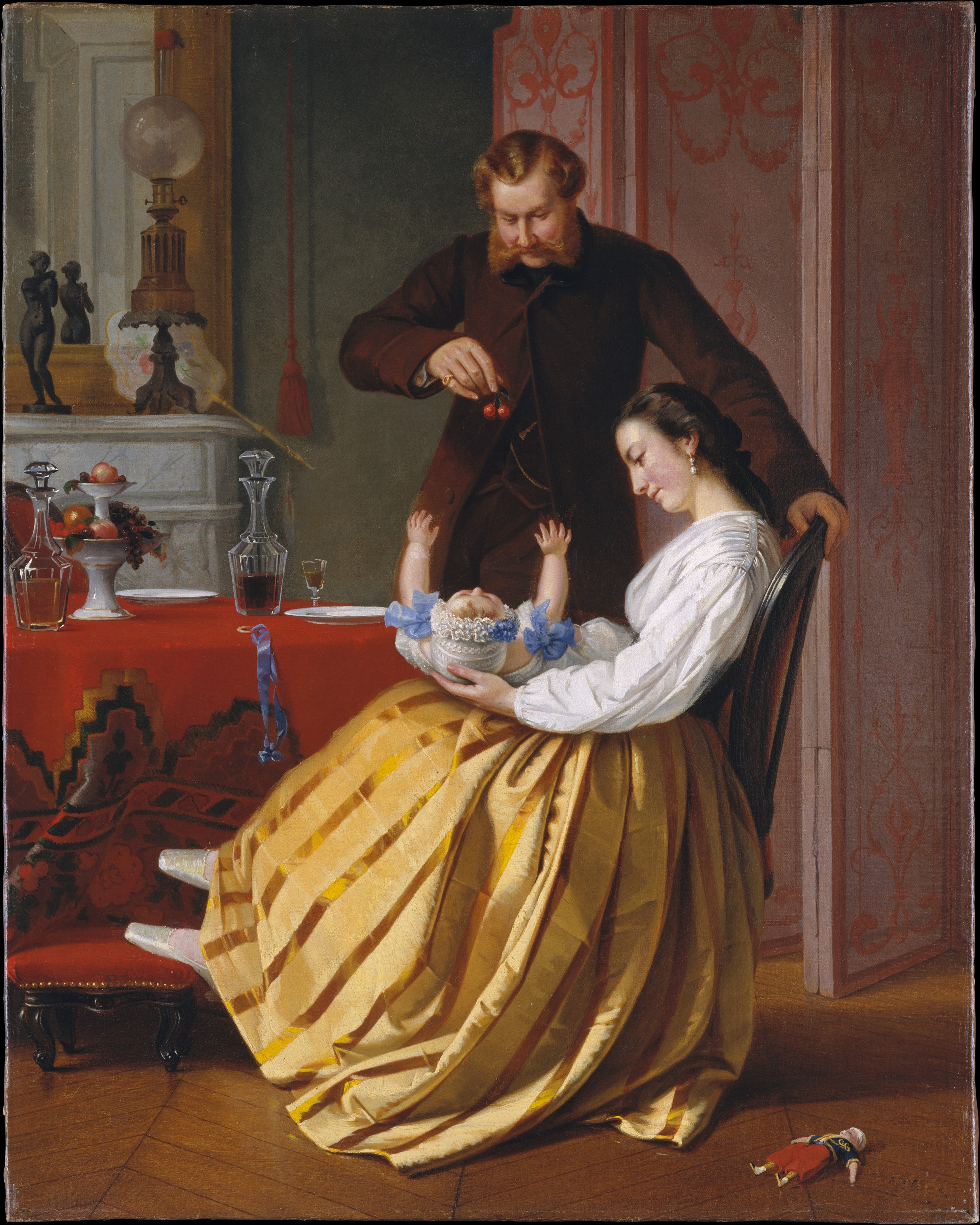
会話の始まり(1851/1852)
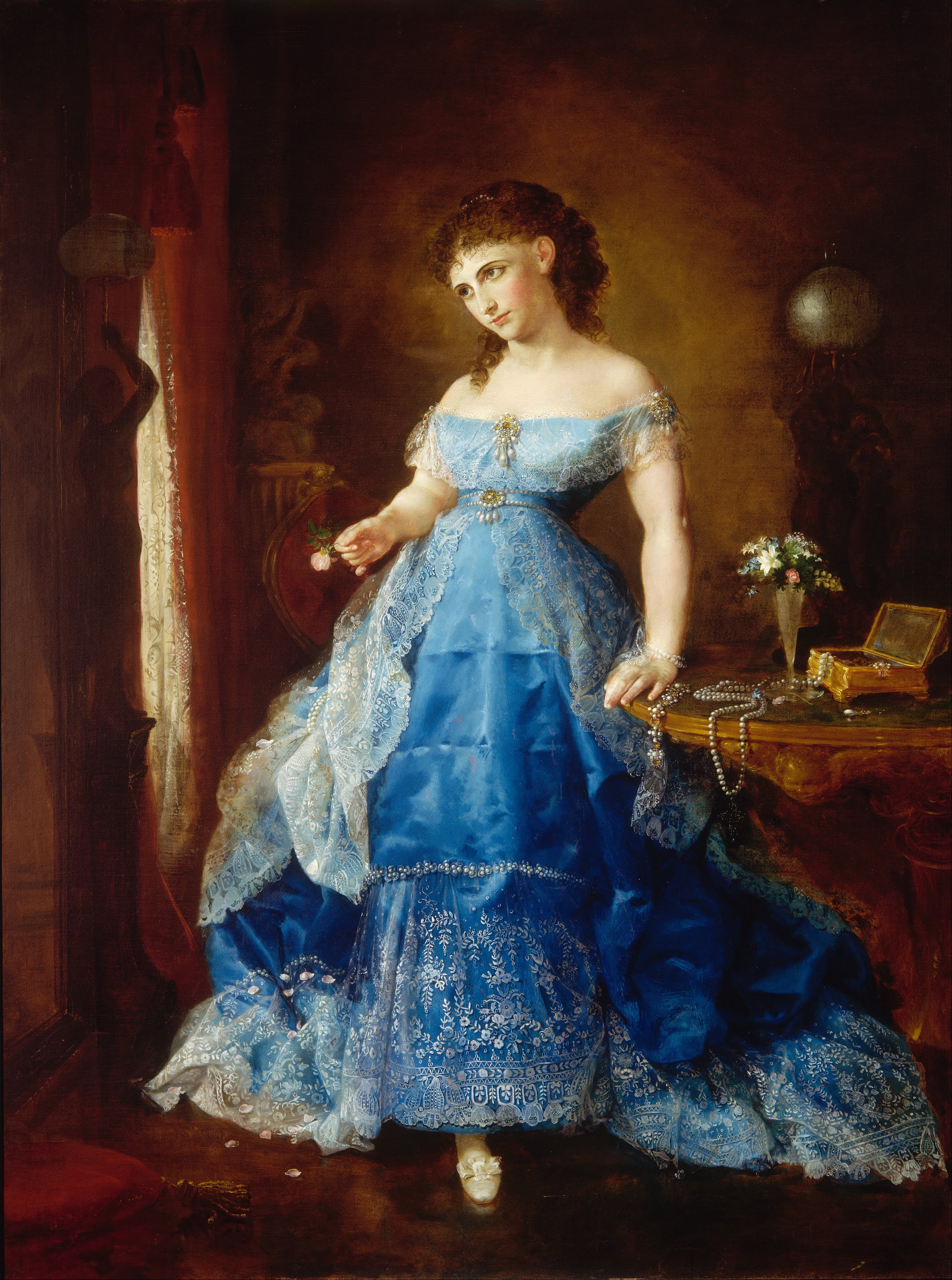
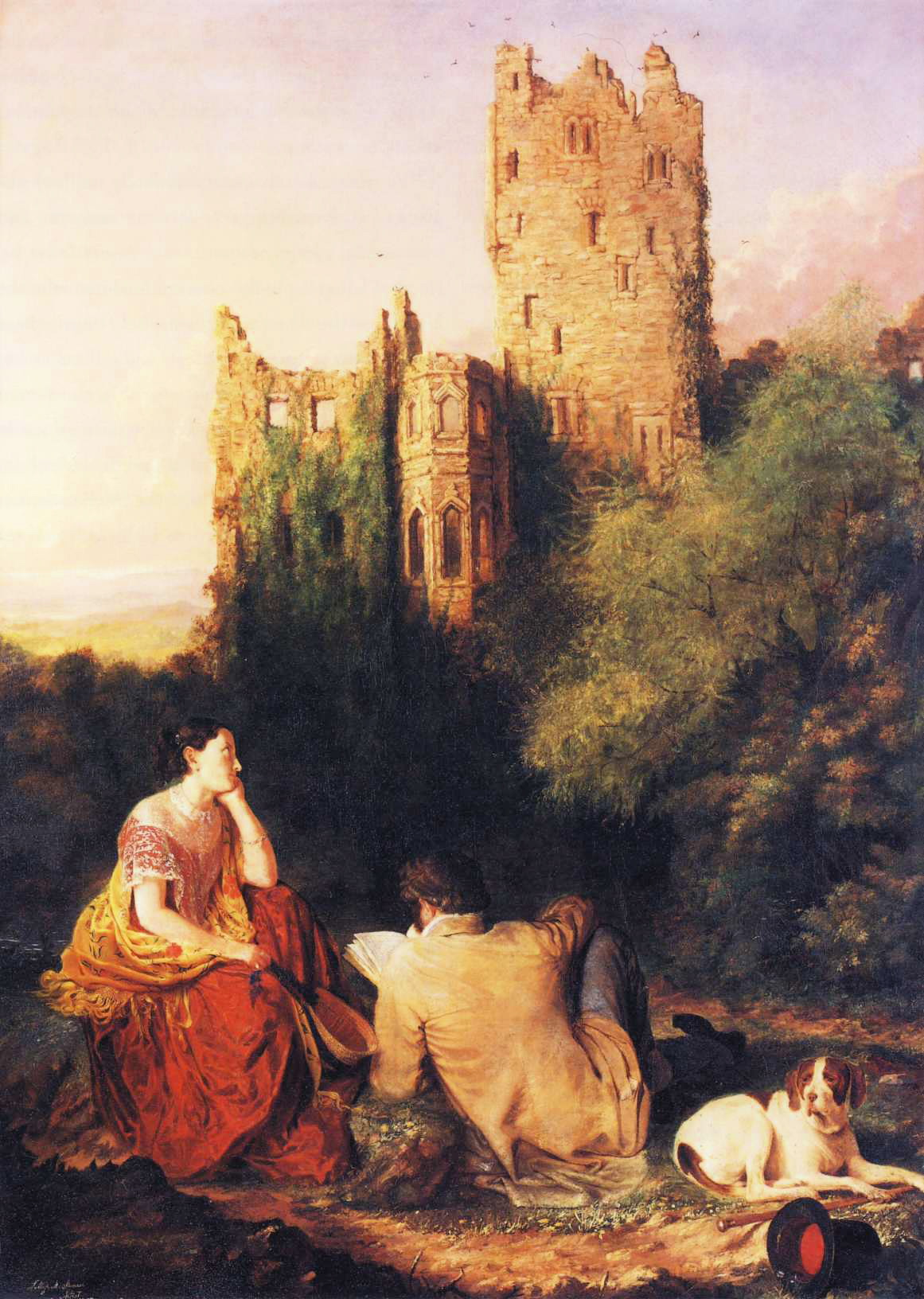
Reading the Legend (1852)
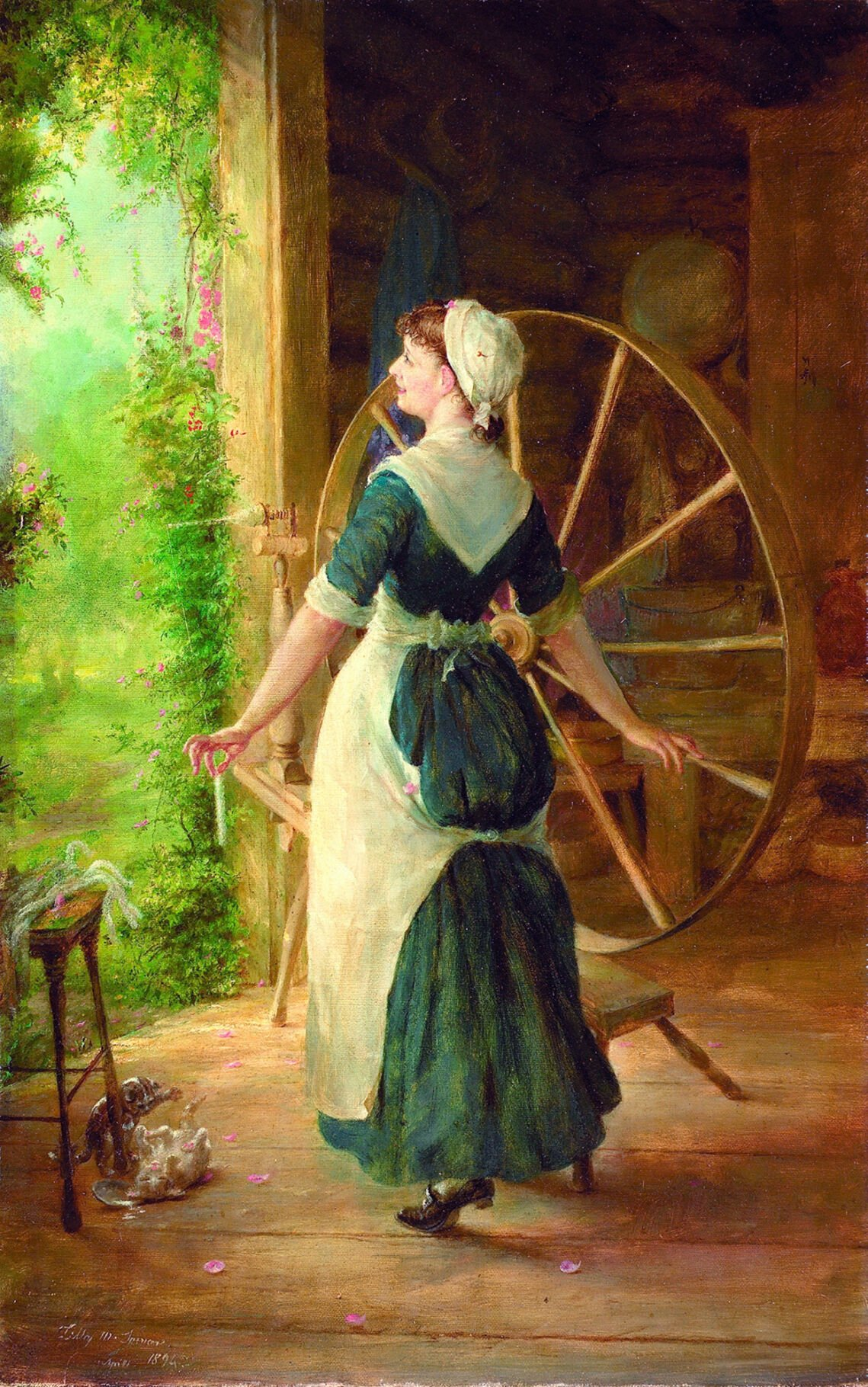
糸車 (1894)

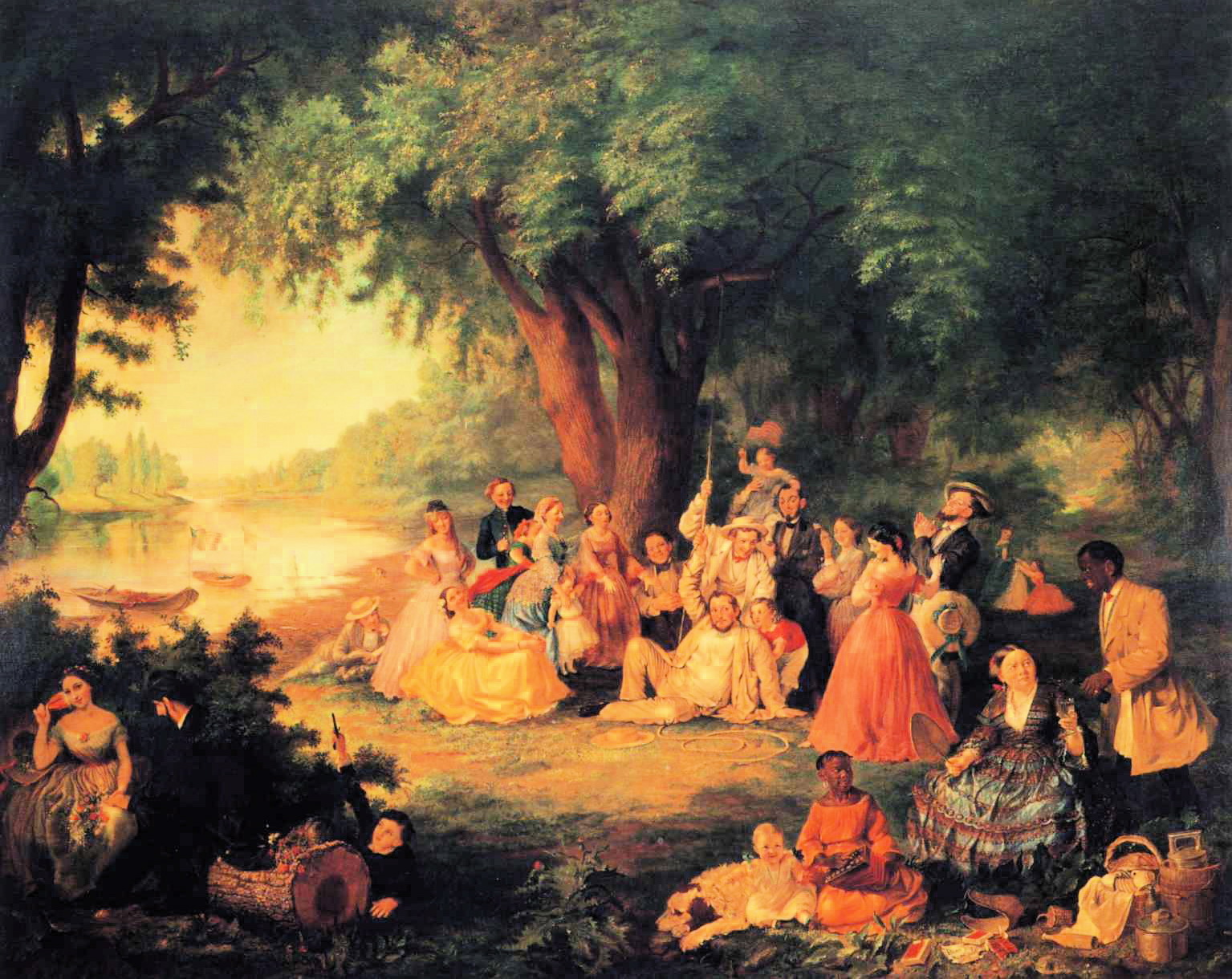
ピクニックの画家の家族
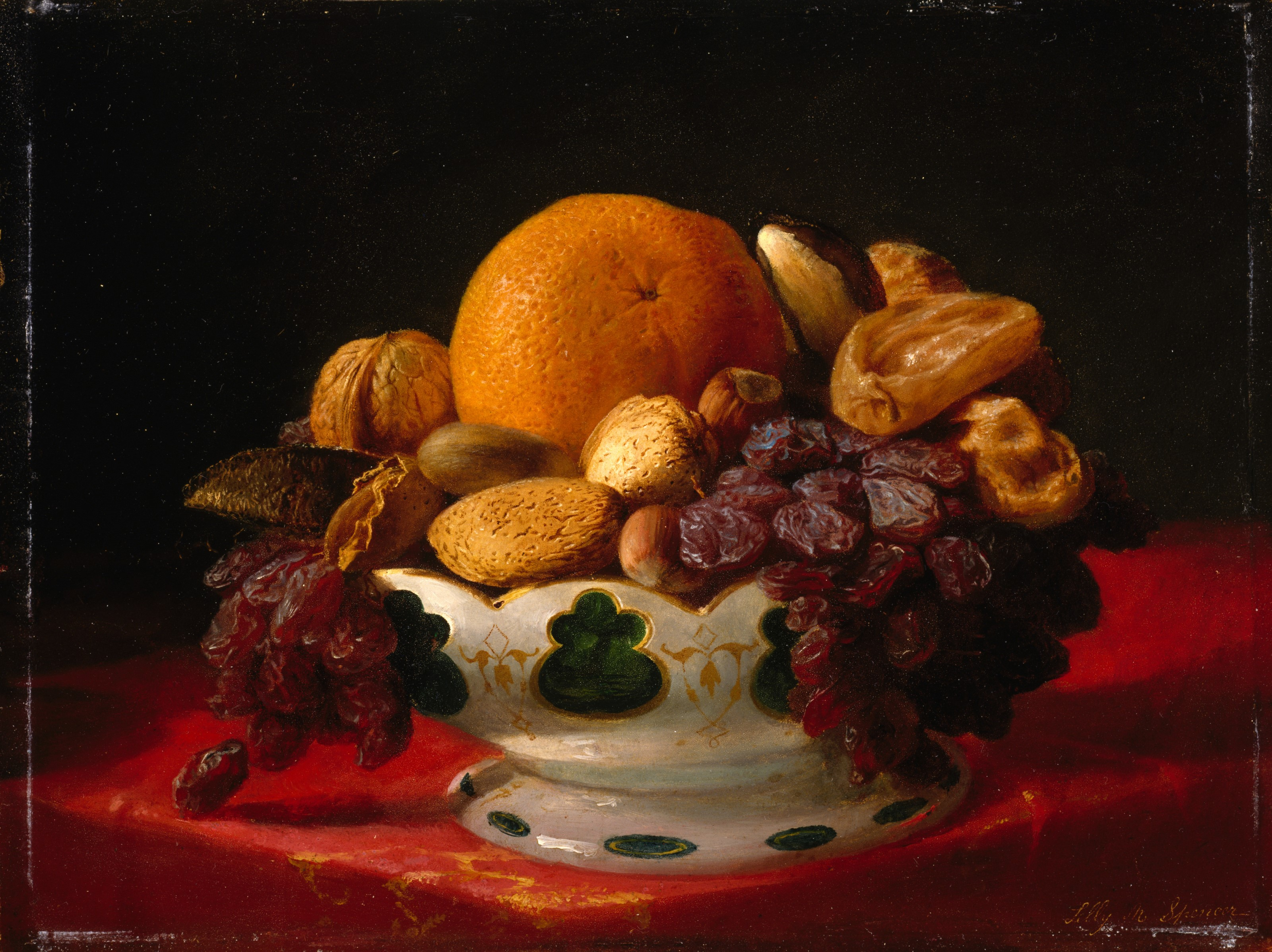
静物画
ラズベリー

## 関連文献
- 千足伸行著『よくわかる女性画家の魅力』（東京美術）